# Rhynchosia hirta
Rhynchosia hirta är en ärtväxtart som först beskrevs av Henry Charles Andrews, och fick sitt nu gällande namn av Robert Desmond Meikle och Bernard Verdcourt. Rhynchosia hirta ingår i släktet Rhynchosia och familjen ärtväxter. Inga underarter finns listade i Catalogue of Life.